# Dướng
Dướng, tên gọi khác ró, cốc, cấu, dâu giấy, dó, lộc tử (danh pháp hai phần: Broussonetia papyrifera) là một loài cây gỗ trong họ Dâu tằm (Moraceae), có nguồn gốc ở miền đông châu Á. Loài này được (L.) L'Hér. ex Vent. miêu tả khoa học đầu tiên năm 1799.

## Mô tả

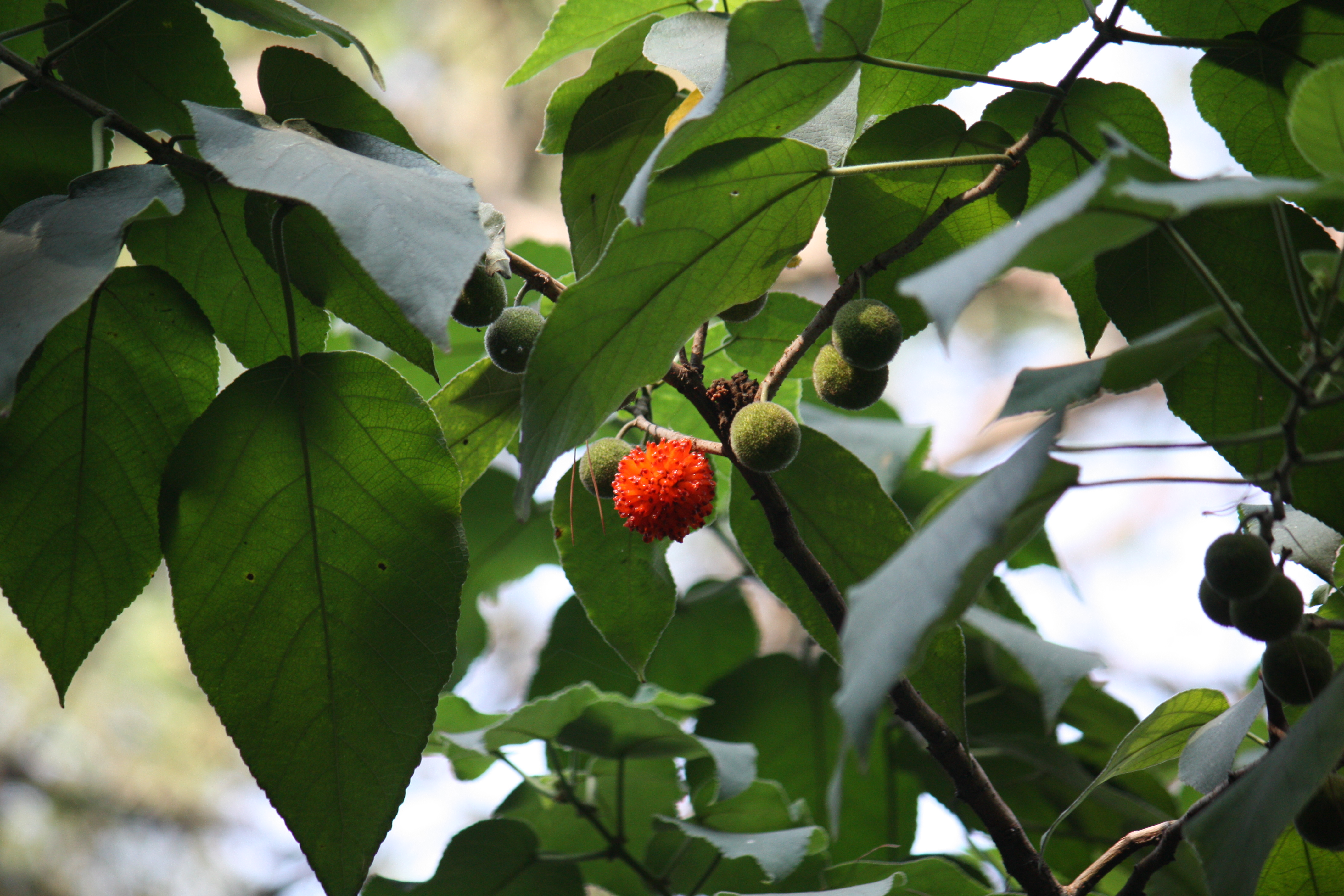

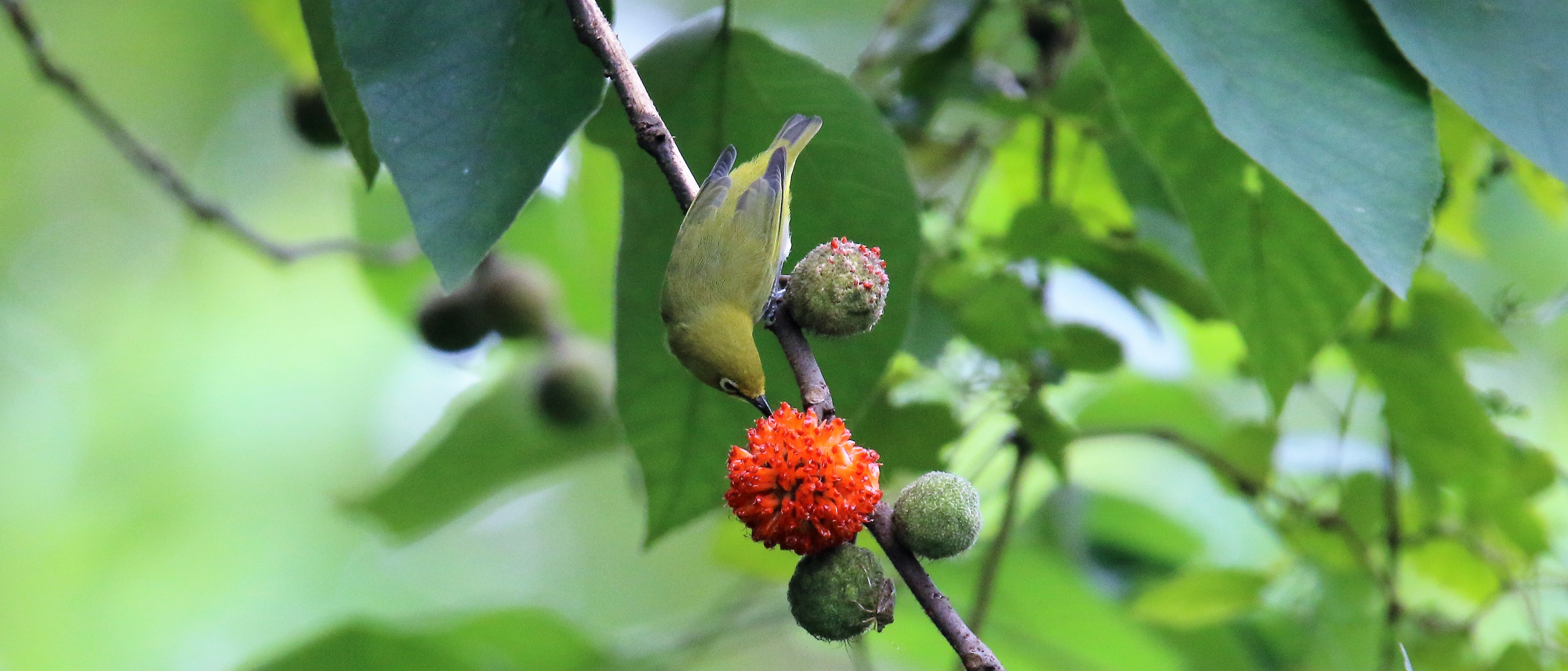
Chim Khuyên ăn quả dướng

Nó là loài cây thân gỗ nhỏ, lá sớm rụng, có thể cao tới 15 m. Các lá có hình dạng không cố định (thậm chí trên cùng một cành), nhưng nói chung có dạng hình tim hay hình trứng từ không thùy tới xẻ thùy sâu, với các lá xẻ thùy thường có trên các cây non mau lớn. Các lá dài khoảng 7–20 cm, với bề mặt thô nhám phía trên, phủ lông tơ xù phía dưới và các mép lá có khía răng cưa; cuống lá 2,3–8 cm; phiến lá xa trục nhiều lông tơ giữa các gân đầy lông lá. Các lá kèm có kích thước dài 15–20 mm, rộng 8–10 mm. Các hoa đực (cỏ nhị) được sinh ra thành cụm hoa thuôn dài, còn các hoa cái (nhụy hoa) mọc thành cụm hoa hình cầu. Về mùa hè, các hoa cái phát triển thành các quả dạng quả tụ nhiều nước, vị ngọt màu đỏ hay cam, đường kính 3–4 cm, là một nguồn thức ăn quan trọng cho các động vật hoang dã. Quả ăn được và rất ngọt, nhưng quá mỏng mảnh để có thể thương mại hóa được.

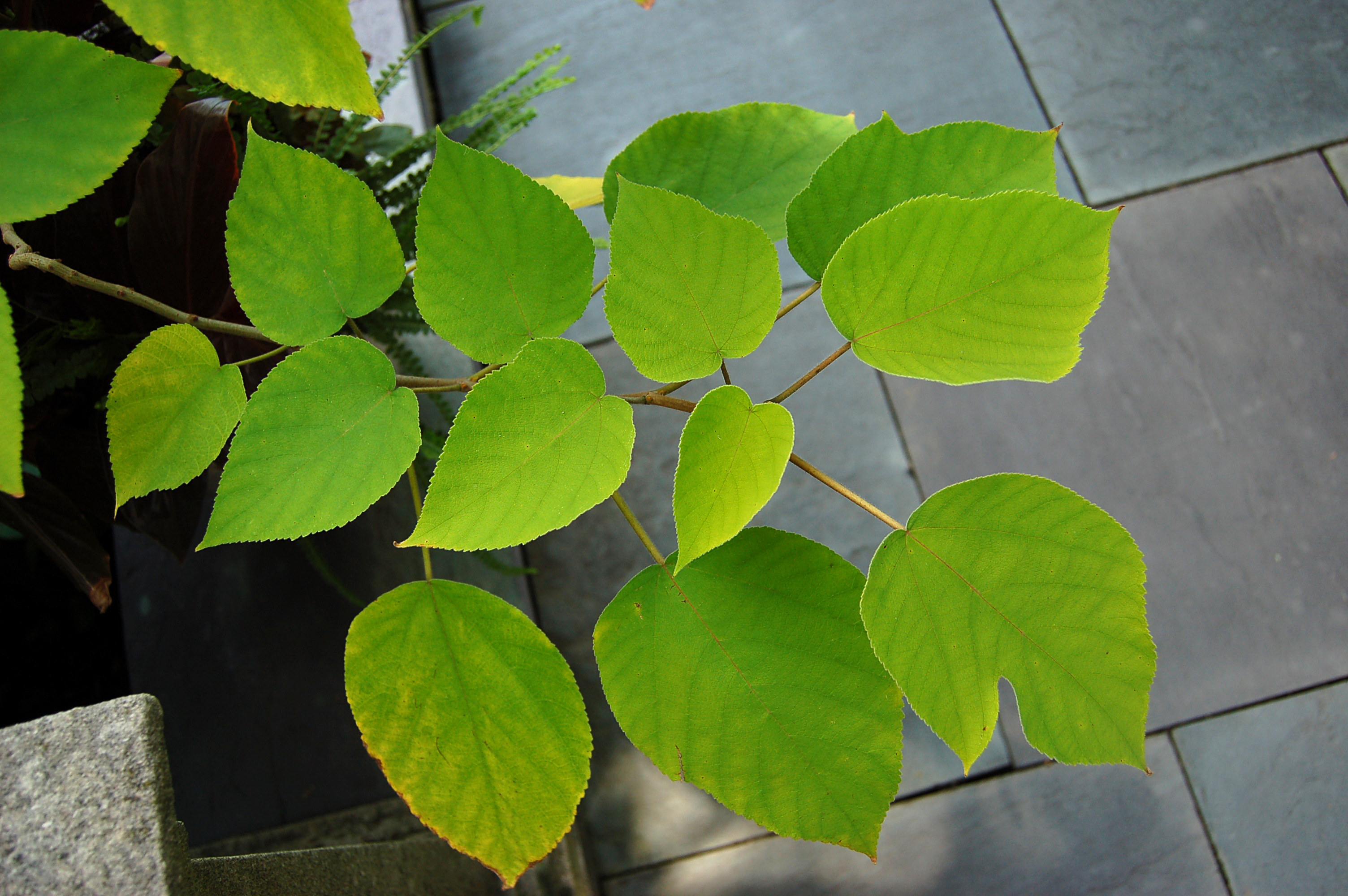
Cành dướng với các lá

Trong khoảng thời gian từ tháng 2 đến tháng 4, sự tiếp cận gần với loài cây này có thể gây ra dị ứng nặng với phấn hoa. Tại Islamabad, Pakistan lượng phấn hoa nhiều tới khoảng 40.000 hạt/m³; gây ra các vấn đề to lớn cho cư dân địa phương.

### Sử dụng
Vỏ cây hợp thành từ các sợi rất bền, và có thể sử dụng để sản xuất giấy có chất lượng cao (giấy dướng). Các lá non và cành non có thể làm thức ăn cho hươu, nai.
Masi là một từ trong ngôn ngữ của người dân Fiji để miêu tả cây dướng, do nó có lẽ đã được những người dân đưa theo ra ngoài khơi Thái Bình Dương trong những chuyến di cư. Vỏ của nó được người dân ở đây dùng để làm quần áo, cũng được gọi là masi, và nó được nhuộm cùng trang trí theo kiểu cách truyền thống của người dân bản địa. Loại quần áo này được mặc trong các lễ hội của người Fiji, như trong các đám cưới, đám tang, cũng như sau khi một đứa trẻ ra đời.
Những cư dân trên quần đảo Lau nổi tiếng vì những bức tranh masi của họ.

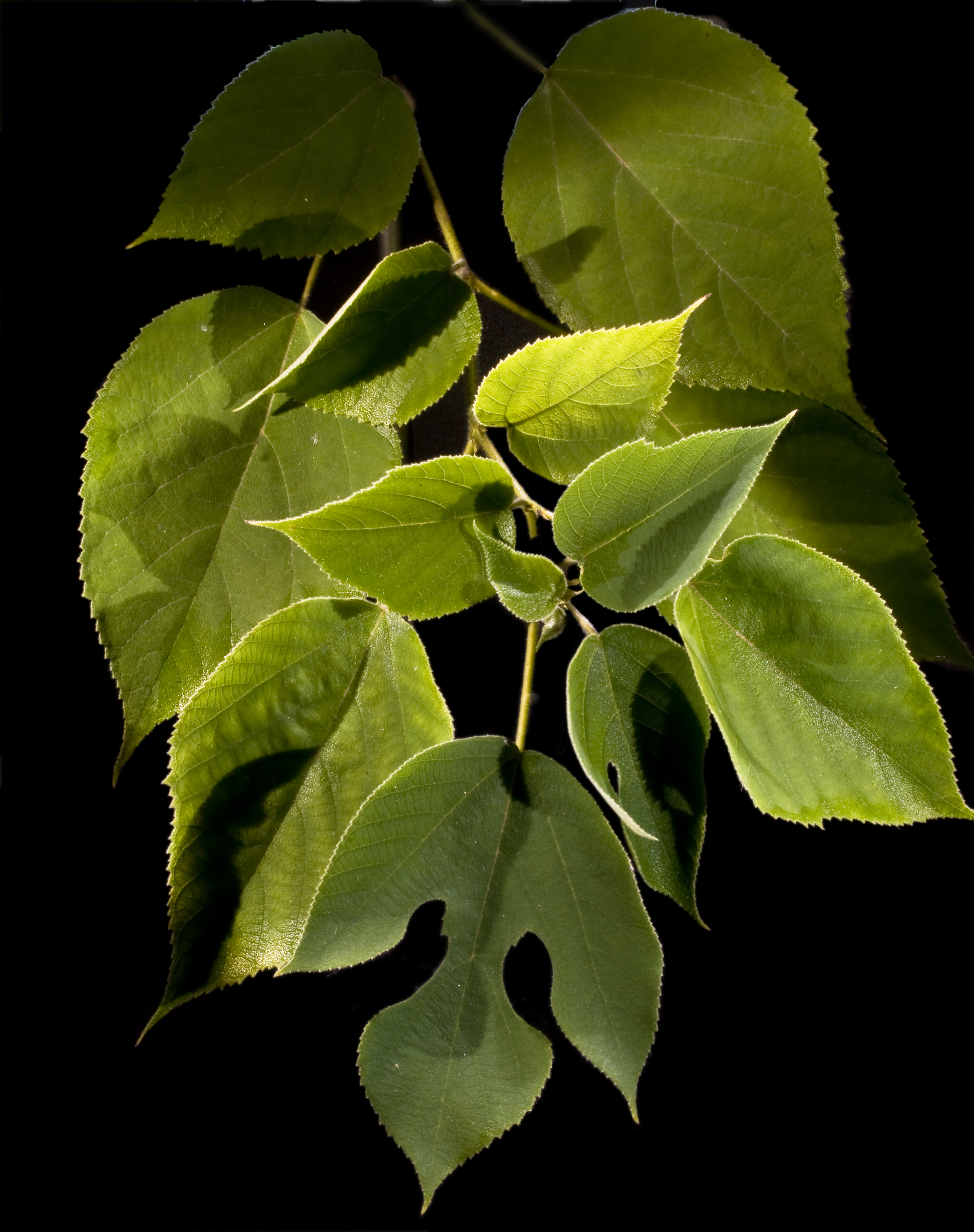
Hình lá dướng chụp gần

## Xâm hại
Dướng khi được đưa tới những khu vực không phải là bản địa của nó có thể nhanh chóng thay thế cho các loài thực vật bản địa và trở thành loài xâm hại nguy hiểm, làm thay đổi hệ sinh thái tự nhiên của khu vực đó. Điều này có thể được coi là đúng tại Islamabad khi dướng được đưa vào trồng tại đây vì các giá trị cảnh quan của nó, nhưng hiện nay nó đã thay thế cho quần thực vật bản địa ở mức độ đáng báo động. Phấn hoa từ cây dướng là nguyên nhân số một gây ra các vấn đề dị ứng tại thành phố này.
Một trong những nguyên nhân chính để dướng có thể loại bỏ quần động vật bản địa là do hệ thống rễ khá cứng của nó dễ dàng thâm nhập qua lớp đất phía trên (và các lớp đất phía dưới), và do nó có nhu cầu rất cao về nước, dẫn đến việc còn lại rất ít nước cho quần động vật bản địa sử dụng.

## Hình ảnh

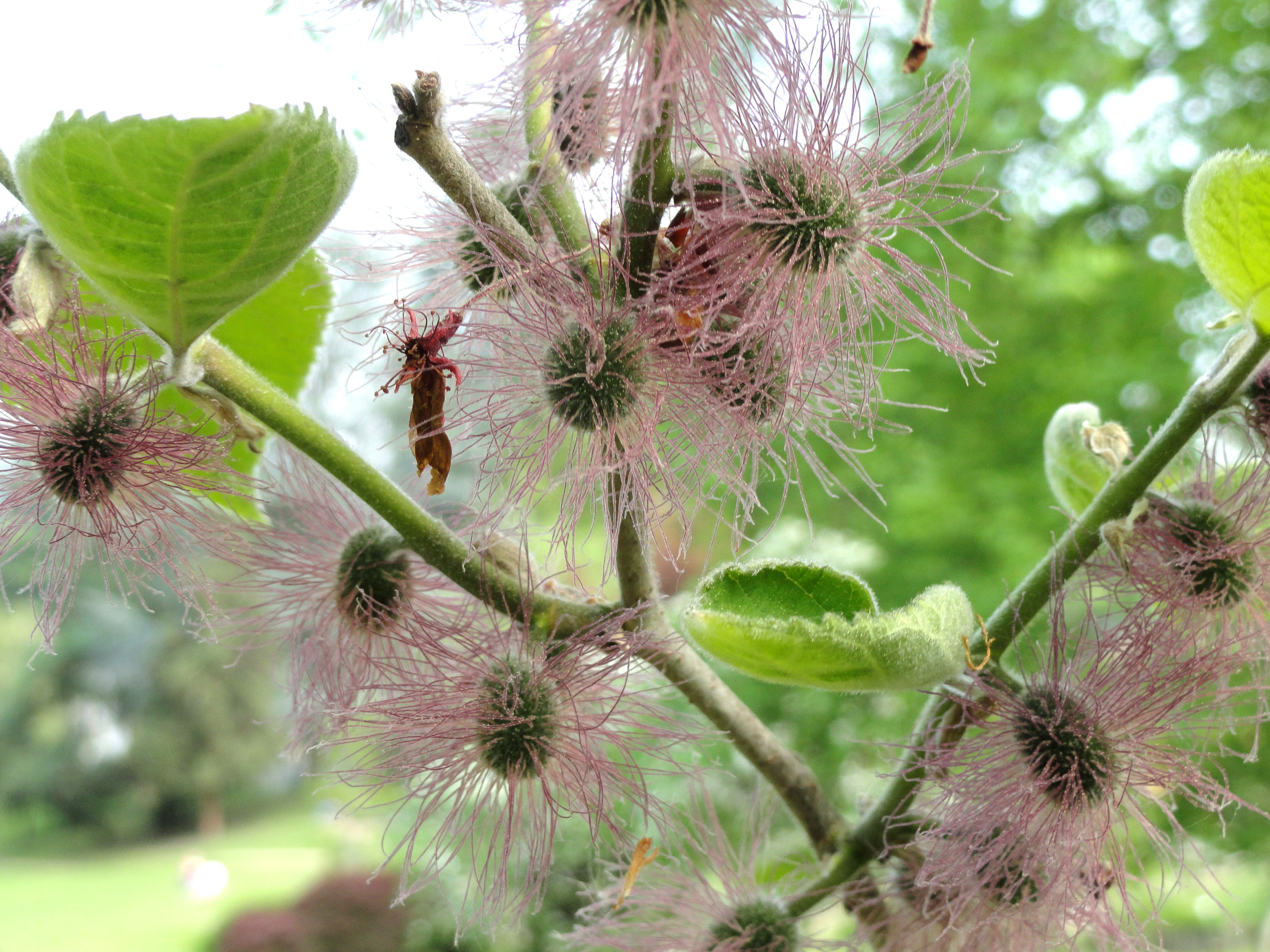
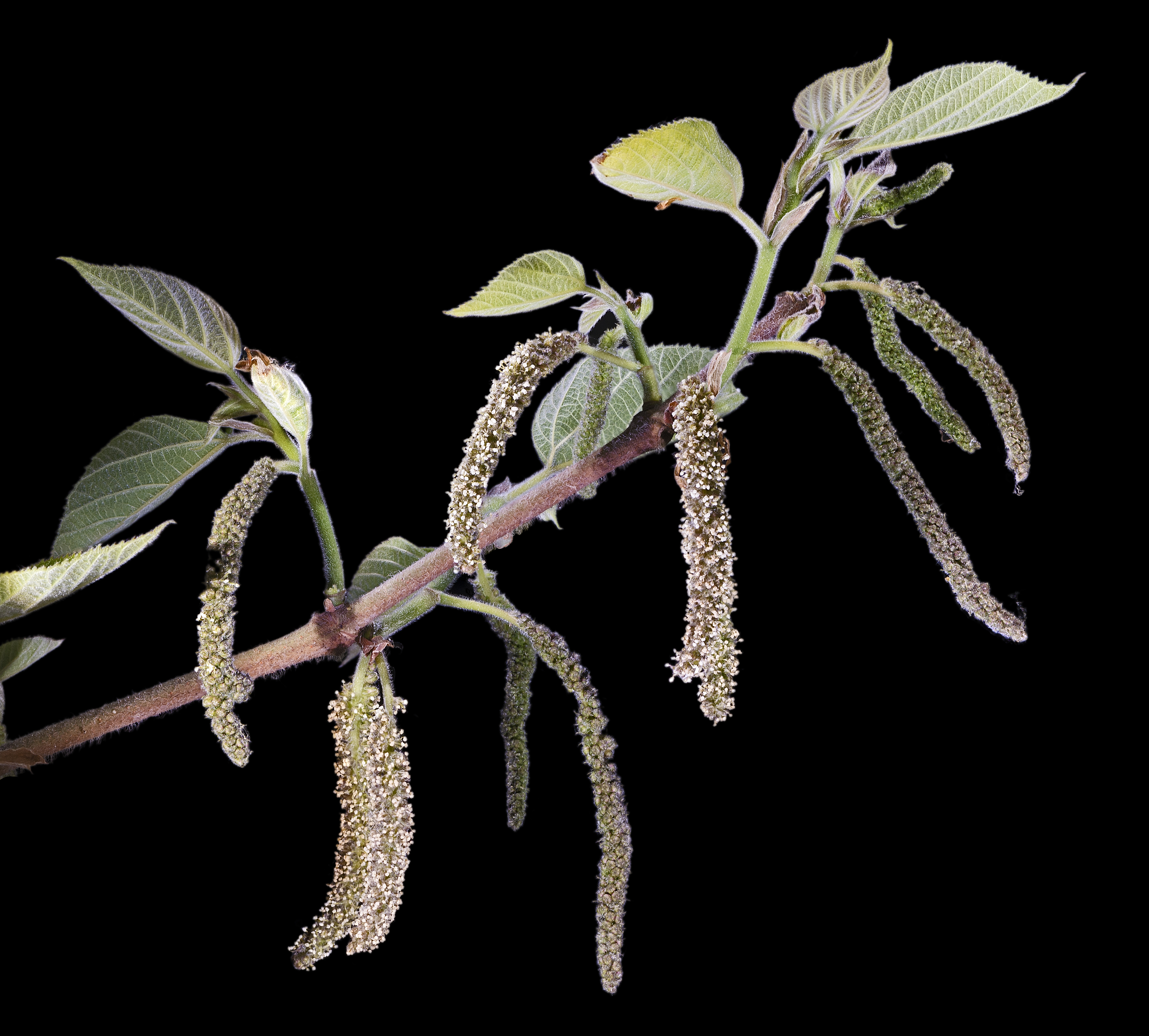
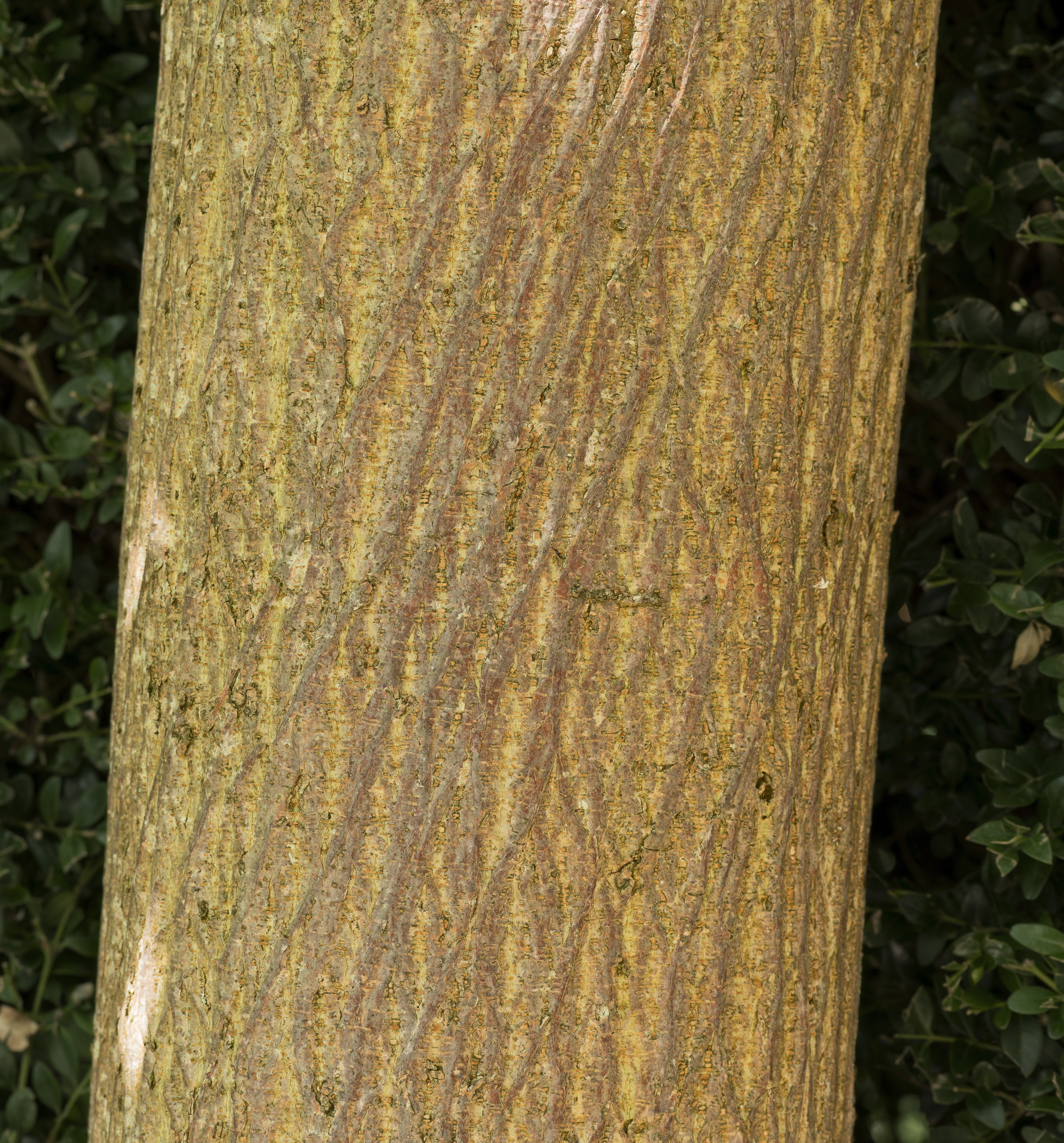